# Estigmene irregularis
Estigmene irregularis là một loài bướm đêm thuộc phân họ Arctiinae, họ Erebidae.